# جایزه بزرگ اسپانیا ۱۹۷۲
جایزه بزرگ اسپانیا ۱۹۷۲ (انگلیسی: ‎1972 Spanish Grand Prix‎) یک مسابقهٔ موتوری در رشتهٔ اتومبیل‌رانی فرمول یک بود که در تاریخ ۱ مهٔ ۱۹۷۲ در پیست دائمی دل جاراما واقع در مادرید، اسپانیا برگزار شد. این گراند پری در میان ۱۲ گراند پری در فصل ۱۹۷۲، مسابقهٔ شمارهٔ ۳ بود.
در این مسابقه که در ۹۰ دور و به مسافت ۳۰۶٫۳۶۰ کیلومتر (۱۹۰٫۳۶۳ مایل) برگزار شد، پول پوزیشن توسط ژاکی ایکس کسب شد و سریع‌ترین زمان برای طی یک دور پیست که برابر با ۱:۲۱٫۰۱ بود نیز توسط ژاکی ایکس به ثبت رسید.
امرسون فیتیپالدی از تیم لوتوس-فورد، ژاکی ایکس از تیم فراری و کلی رگاتزونی از تیم فراری به‌ترتیب مقام‌های اول تا سوم مسابقه را کسب کردند.

## رده‌بندی قهرمانی پس از مسابقه
|       | جایگاه | راننده           | امتیاز |
| ----- | ------ | ---------------- | ------ |
|       | ۱      | دنی هیولم        | ۱۵     |
| ۱     | ۲      | امرسون فیتیپالدی | ۱۵     |
| ۱     | ۳      | ژاکی ایکس        | ۱۰     |
| ۲     | ۴      | جکی استوارت      | ۹      |
| ۱     | ۵      | کلی رگاتزونی     | ۷      |
| منبع: |        |                  |        |

|       | جایگاه | سازنده      | امتیاز |
| ----- | ------ | ----------- | ------ |
|       | ۱      | مک‌لارن-فورد | ۱۷     |
| ۲     | ۲      | لوتوس-فورد  | ۱۵     |
|       | ۳      | فراری       | ۱۳     |
| ۲     | ۴      | تایرل-فورد  | ۹      |
| ۱     | ۵      | سرتیز-فورد  | ۵      |
| منبع: |        |             |        |

یادداشت
- تنها پنج جایگاه نخست از هر رده‌بندی نمایش داده شده‌است.